# Communistes révolutionnaires d'Allemagne
Les Communistes révolutionnaires d'Allemagne (Revolutionären Kommunisten Deutschlands, RKD) sont un groupe d'extrême gauche actif pendant la Seconde Guerre mondiale.
Les RKD rassemblent une cinquantaine de militants dont une dizaine actifs en France pendant la Seconde Guerre mondiale. Le groupe est fondé en 1935 à la suite d'un désaccord de ses militants - pour la plupart des communistes issus de Vienne en Autriche - avec les décisions prises lors du VIIe Congrès de la IIIe Internationale communiste. Ils font un temps partie du mouvement trotskyste autrichien et sont reconnus en 1938 comme la section autrichienne de la IVe Internationale (R.K.O.). En 1941, le R.K.O. devient le R.K.D. et se sépare du trotskysme. Le R.K.D. définit l'Union soviétique comme un pays capitaliste et s'oppose catégoriquement à sa défense. Après la défaite de la France, le R.K.D. s'installe dans le midi à Montauban, publiant régulièrement le "R.K. Bulletin" (17 numéros jusqu'en 1943), puis Spartakus (premier numéro en mai 1943), ainsi que Fraternisation prolétarienne. Des contacts avec des soldats allemands sont établis et des liaisons sont établies avec la clandestinité.